# Ахалкалакское землетрясение
Ахалкалакское землетрясение произошло 19 (31) декабря 1899 года в Ахалкалакском уезде Тифлисской губернии и привело к гибели 247 человек. Оно стало одним из крупнейших землетрясений в истории Грузии.
Ахалкалакский уезд располагался на одноимённом плато Джавахетского нагорья, одного из самых сейсмически активных районов Грузии. Землетрясение 1899 года проявилось на поверхности в горизонтальных колебаниях, шедших с севера на юг. В городе Ахалкалаки жертв не оказалось, ущерб зданиям ограничился обвалившейся штукатуркой, трещинами в стенах и местами их частичным обрушением. Наиболее серьёзно (9 баллов по шкале Росси-Фореля) пострадали селения Баралетского сельского общества, располагавшиеся севернее города. Их населяли в основном армяне, чьи предки были переселены из Анатолии после Русско-турецкой войны 1828—1829 годов. Примитивная конструкция их саклей стала причиной большого количества разрушений и жертв. 
Наибольший ущерб был нанесён селению Мерения: 86 погибших жителей и 117 разрушенных домов. Столько же уничтоженных построек и 48 погибших человек было насчитано в Бежано (Бесхано, 6 километров к северу от Мерении). В лежащих в 3 километрах к востоку от Мерении деревнях Большой и Малый Самсар погибли 46 и 27 человек соответственно. Среди других поселений уезда жертвы были в Агане (14 человек), Ихтиле (9), Тыркне (3), Гоме (3), Олаверте (3), Хандо (3), Алатубане (2), Годоларе (1), Арагове (1), Маджадии (1) и Хульгумо (1). От разрушения домов пострадали 28 поселений уезда. Разрушения в соседних с Ахалкалакским Горийском и Ахалцихском уездах в основном ограничились трещинами в штукатурке зданий некоторых селений, но на границе Горийского уезда с Ахалкалакским повреждения домов были серьёзнее, обрушилась часовня в Цихисджвари.
Афтершоки ощущались как 19 декабря, так и каждый день следующие 2 недели. Сразу после известий о землетрясении член Императорского Русского Географического Общества профессор Мушкетов начал готовиться к исследованию повреждённой местности. Ещё в декабре по его запросу из Кавказского Горного управления в Ахалкалакский уезд был командирован Вебер, занявшийся первым сбором информации, чему мешал зимний период в горах. Сам Мушкетов прибыл на место в мае 1900 года, где вместе с Вебером, Левицким и Воларовичем занялся интенсивными исследованиями землетрясения. Он также настоял, чтобы генерал-лейтенант Кульберг провёл проверочную триангуляцию пострадавшей местности (предыдущие проводились в 1850 и 1868 годах), которая могла показать перемещения поверхности в результате землетрясения. В результате новой триангуляции летом 1900 года не было найдено сколько-нибудь значительных изменений, который нельзя было бы обосновать погрешностью прошлых измерений. После смерти Мушкетова Геологический комитет опубликовал его материалы по землетрясению в 1903 году. 